# システム解析
システム解析（システムかいせき）とは、コンピュータシステムの分析など、相互作用する物を対象に調査、分析を行うことである。要求分析やオペレーションズ・リサーチと密接な分野である。
「仮に行わなかった場合と比較して、より良い事業計画や意思決定へと導くために行われる、明示的に体系化された調査である。」

## 概要
“Analysis”「解析（分析）」と“synthesis”「合成」という言葉は、それぞれギリシア語では「分解すること」と「組み立てること」という意味である。これらの用語は、学問の一覧で数学、論理学の分野から経済学、心理学の分野にまで使われているが、類似している研究調査の手法を区別して用いている。「解析」は知識や事物の全体を部分へと細分化する手法をいうが、「合成」は細分化された要素やコンポーネントを一貫性のある実体へ統合する手法をいう。システム解析には、構成要素となる各々のシステムを分析して全体像を把握するために方法論を実践する。システム解析は物を開発するあらゆる産業において行われている。

## 情報技術
コンピュータ・ベースの情報システムを開発する工程には、システム解析のフェーズがあり、データモデルの作成や改良を行う。データモデルとは、データベースの構築や改良に使用されるひな型である。（参考 クリス・デイト 『データベースシステム概論』)
システム解析の手法は数多くあるが、ここではコンピュータ・ベースの情報システム開発手法で代表的なウォーターフォール・モデルを例に説明する。
- 開発の実現可能性の考察 － データマイニングも合わせ、プロジェクトの予算的、社会的、技術的、組織的観点から検討する。
- エンド・ユーザーの要件を確認するため実情調査を実施 － ヒアリング、アンケート、既存システムのチャートがよく用いられる。
- エンド・ユーザーによるシステム操作方法の把握 － ハードウェアやソフトウェアの総合的な使用状況から、システムの使用目的などを確認する。

一連の過程を別の角度から見ると、以下のように5段階に分割される。
- 定義の範囲
- 現状の課題分析
- 要求分析
- 論理設計
- 決定分析

ユースケースは、システム解析とモデリングを行うツールとして広く普及しており、要求される機能を割り出し、それらを表現する。個々のユースケースはビジネスのシナリオ、つまりイベントであり、それに対してシステムは決められた動作を行う。ユースケースはオブジェクト指向分析から発展したが、他のシステム解析や設計の方法論においてもモデリング・ツールとして幅広く活用されるようになっている。

## スペシャリスト
システム解析のスペシャリストによると、既存システムのコンポーネントを見極めるために、成り行きで開発を続けたシステムは分割が必要なケースが多いという。例えば、西暦2000年問題の対処にあたり、事業や製造工程のリエンジニアリング調査を行う一環でよくあることであった。この作業は、システムアナリスト、ビジネスアナリスト、生産技術者、エンタープライズアーキテクトなどのスペシャリストを擁して行われた。
システム解析のスペシャリストらは、情報システム構築の要請を受ける傍ら、既存のシステム（プロセス、手続き、方法）について変更や拡張をし、それらを立証してきた。
システムに組み込まれたコンポーネントは、ある目的を実現するために相互に作用する。システムとは情報システムのみならず、身近にも存在する。人体はシステムであり、事業もまたシステムである。人、物、金、機械、市場、あらゆる所にビジネス・システムのコンポーネントがある。それら全てが相互に作用して、共通の目標に向けて協同しているのである。